# Onamihime
Onamihime (阿南姫) ou Onami Date (4 juillet 1541 – 30 août 1602) est une samouraï du clan Nikaidō de la fin de l'époque Sengoku. Dirigeante du château de Sukagawa dans la province de Mutsu, elle est connue pour ses combats contre son neveu, Date Masamune, participant à plusieurs campagnes contre l'expansion de son clan dans la province.

## Biographie
Onamihime naît le 4 juillet 1541. Elle épouse Nikaidō Moriyoshi et le couple a deux fils, Heishiro et Yukichika. Heishiro est envoyé en tant qu'otage auprès du puissant clan Ashina. Après la mort de son époux et de ses deux enfants, Onamihime devient propriétaire du château de Sukagawa, représentante en chef du clan Nikaido et prend le nom de nonne de Daijou-in.
Date Terumune, le père de Date Masamune, est assassiné par Nihonmatsu Yoshitsugu. Masamune jure de le venger, lançant une attaque contre les Nihonmatsu en 1585. Elle combat dans la bataille de Hitotoribashi aux côtés des clans Ashina, Sōma, Hatakeyama et Satake contre le clan Date. Les alliés marchent avec leurs 30 000 hommes vers le château de Motomiya. Mais Masamune montre ses capacités supérieures dans l'art de la stratégie et avec seulement 7 000 soldats, repousse les attaquants. 
En 1588, Onamihime s'allie à nouveau avec les clans Ashina et Sōma contre Date Masamune dans la bataille de Koriyama.
En juillet 1589, la bataille de Suriagehara est remportée par Date Masamune contre les troupes Ashina et Satake. Il consolide son pouvoir dans le sud de Mutsu. 

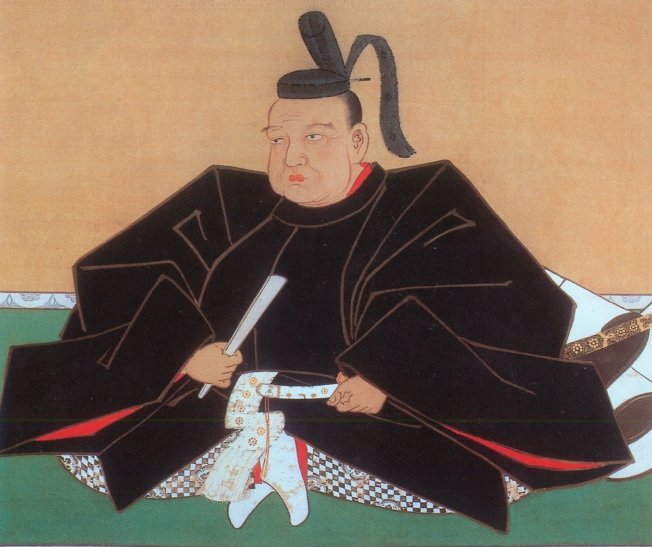
Date Masamune par Kano Yasunobu, 1676 (Collection du Musée de la ville de Sendai)

Après cette date, Masamune demande à sa tante, Onamihime, de se rendre mais elle refuse fermement. Onamihime et le clan Ishikawa poursuivent leur résistance. Son vassal Hodohara Yukifuji trahit le clan Nikaidō et aide Masamune à prendre le château de Sukagawa, le 26 octobre 1589.
Masamune épargne la vie de sa tante Onamihime et la fait escorter au château de Suginome. Mais Onamihime, qui déteste Masamune, part vivre avec Iwaki Tsunetaka, un autre de ses neveux. Après sa mort, elle s'installe chez Satake Yoshinobu. Le clan Satake allié à l'armée occidentale et Onamihime participent à la bataille de Sekigahara. À la suite de la défaite de l'armée occidentale par les forces orientales de Tokugawa Ieyasu, le clan Satake est autorisé à continuer d'exister, mais il est puni. Il est déplacé à Dewa en 1602. 
Sur le chemin de Dewa, en passant devant son ancien château de Sukagawa, Onamihime meurt et y est enterrée.

## Culture populaire
Onamihime est un personnage du jeu vidéo Nobunaga's Ambition.